# 메루현

메루현

메루현(Meru County)은 케냐를 구성하는 47개 현 가운데 하나로 현도는 메루이며 면적은 6,936km2, 인구는 1,356,301명(2009년 기준)이다. 2013년에 실시된 행정 구역 개편에 따라 동부주에서 분리되어 신설되었다. 북쪽과 동쪽으로는 이시올로현, 남쪽으로는 타라카니티현, 엠부현, 키리니아가현, 남서쪽으로는 니에리현, 서쪽으로는 라이키피아현과 접한다.

## 인구
| 연도    | 인구      | ±%     |
| ------- | --------- | ------ |
| 1999    | 1,102,930 | —      |
| 2009    | 1,356,301 | +23.0% |
| 2019    | 1,545,714 | +14.0% |
| source: |           |        |